# Steinbach am Glan
Steinbach am Glan là một đô thị ở huyện Kusel, bang Rheinland-Pfalz, phía tây nước Đức. Đô thị Steinbach am Glan có diện tích 6,86 km². The đô thị tập thể (Verbandsgemeinde) is Glan-Münchweiler. Steinbach am Glan có cự ly khoảng 35 km về phía tây của Kaiserslautern và khoảng 400 km về phía đông của Paris.